# Albert Ettrich
Albert Ettrich – czechosłowacki narciarz. Uczestnik mistrzostw świata.
Wziął udział w konkursie kombinatorów norweskich na Mistrzostwach Świata w Narciarstwie Klasycznym 1929, w którym uplasował się na 18. pozycji. Podczas tej samej imprezy był także zgłoszony do konkursu skoczków narciarskich, jednak ostatecznie w nim nie wystartował.